# 2012年ロンドンオリンピックのマレーシア選手団
2012年ロンドンオリンピックのマレーシア選手団（2012ねんロンドンオリンピックのマレーシアせんしゅだん）は、2012年7月27日から8月12日にかけてイギリスの首都ロンドンで開催された2012年ロンドンオリンピックのマレーシア選手団、およびその競技結果。

## 概要
今大会は銀メダル1個、銅メダル1個の合計2個のメダルを獲得した。

## メダル
| メダル | 選手名             | 競技         | 種目           |
| ------ | ------------------ | ------------ | -------------- |
| 銀     | リー・チョンウェイ | バドミントン | 男子シングルス |
| 銅     | パンデレラ・パム   | 飛込         | 女子10m高飛込  |